# Tg7 Sport
Tg7 Sport (SetteSport) è stato un telegiornale sportivo italiano in onda su 7 Gold dal lunedì al sabato, dalle 13.30 alle 13.50 nella sua edizione giornaliera, e dalle 19.30 alle 19.55 e successivamente dalle 20.30 alle 20.55 nelle due edizioni serali dal 1999 al 2022.
Sono 25 minuti di servizi, interviste, immagini realizzati dai giornalisti della redazione centrale 7 Gold e dai vari corrispondenti che operano nelle sedi regionali di 7 Gold. Interviste inedite informano lo spettatore sui movimenti di mercato di tutte le squadre di Serie A ed altri campionati.